# Hans Maurer
Hans Maurer (ur. 13 września 1934 w Garmisch-Partenkirchen) – niemiecki bobsleista, medalista mistrzostw świata, olimpijczyk z Innsbrucku.

## Kariera
W 1962 zdobył brązowy medal na mistrzostwach świata w Garmisch-Partenkirchen w konkurencji dwójek z Adolfem Wörmannem.
Podczas igrzysk olimpijskich w Innsbrucku Maurer wystąpił w konkurencji dwójek razem z Rupertem Graseggerem. W pierwszym ślizgu uzyskali czas 1:06,72, w drugim 1:07,76, w trzecim 1:06,92, a w czwartym 1:08,37. Ich łączny rezultat wyniósł 4:29,77. Wynik ten dał jemu i Graseggerowi 14. miejsce.